# KNHB Gold Cup 2017/18 (vrouwen)
De KNHB Gold Cup 2017/2018 voor dames is de eerste editie van dit bekertoernooi voor Nederlandse hockeyclubs.

## Speeldata
| Ronde         | Deelnemende teams                                            | Speeldata         |
| ------------- | ------------------------------------------------------------ | ----------------- |
| Eerste ronde  | Dames Overgangsklasse                                        | 22 september 2017 |
| Tweede ronde  | Winnaars eerste ronde + Dames Overgangsklasse en Hoofdklasse | 13 oktober 2017   |
| Derde ronde   | Winnaars tweede ronde + Dames Hoofdklasse                    | 3 november 2017   |
| Kwartfinales  | Winnaars derde ronde                                         | 2 maart 2018      |
| Halve finales | Winnaars kwartfinales                                        | 26 maart 2018     |
| Finale        | Winnaars halve finale                                        | 20 april 2018     |

## Wedstrijden
De loting voor de eerste en tweede ronde werd op 8 september 2017 verricht op het bondsbureau in Nieuwegein.

### Eerste ronde
| 22 september 2017 20:30 UTC+2 |       |    |                                                                |
| Tilburg                       | 2 – 2 | QZ | Tilburg Scheidsrechters: Remco van Kasteren Jasper Stokkermans |
|                               |       |    | Tilburg Scheidsrechters: Remco van Kasteren Jasper Stokkermans |
| Shoot-out                     |       |    | Tilburg Scheidsrechters: Remco van Kasteren Jasper Stokkermans |
| .                             | 2 – 3 | .  | Tilburg Scheidsrechters: Remco van Kasteren Jasper Stokkermans |

| 22 september 2017 20:30 UTC+2 |       |           |                                                        |
| Rood-Wit                      | 2 – 1 | Cartouche | Aerdenhout Scheidsrechters: Maurits Veen Arjan De Waal |
|                               |       |           | Aerdenhout Scheidsrechters: Maurits Veen Arjan De Waal |

| 22 september 2017 20:30 UTC+2 |       |           |                                                       |
| Alecto                        | 2 – 2 | Ring Pass | Leiderdorp Scheidsrechters: Tijmen Droog Rikkert Füss |
|                               |       |           | Leiderdorp Scheidsrechters: Tijmen Droog Rikkert Füss |
| Shoot-out                     |       |           | Leiderdorp Scheidsrechters: Tijmen Droog Rikkert Füss |
| .                             | 4 – 3 | .         | Leiderdorp Scheidsrechters: Tijmen Droog Rikkert Füss |

### Tweede ronde
| 13 oktober 2017 20:30 UTC+2 |       |                   |                                                     |
| MOP                         | 2 – 1 | Klein Zwitserland | Vught Scheidsrechters: Jori Faber Thomas Luijendijk |
|                             |       |                   | Vught Scheidsrechters: Jori Faber Thomas Luijendijk |

| 13 oktober 2017 20:30 UTC+2 |       |         |                                                          |
| Victoria                    | 4 – 0 | Helmond | Rotterdam Scheidsrechters: Wiekert Jager Leonard Oltmans |
|                             |       |         | Rotterdam Scheidsrechters: Wiekert Jager Leonard Oltmans |

| 13 oktober 2017 20:30 UTC+2 |       |      |                                                        |
| Leonidas                    | 1 – 0 | Push | Rotterdam Scheidsrechters: Steven Bakker Alice Swiebel |
|                             |       |      | Rotterdam Scheidsrechters: Steven Bakker Alice Swiebel |

| 13 oktober 2017 20:30 UTC+2 |       |     |                                                         |
| Rotterdam                   | 1 – 2 | hdm | Rotterdam Scheidsrechters: Lisette Baljon Jeroen Dekker |
|                             |       |     | Rotterdam Scheidsrechters: Lisette Baljon Jeroen Dekker |

| 13 oktober 2017 20:30 UTC+2 |       |       |                                                          |
| Were Di                     | 1 – 1 | Union | Tilburg Scheidsrechters: Maurits Fresen Britt Verkooijen |
|                             |       |       | Tilburg Scheidsrechters: Maurits Fresen Britt Verkooijen |
| Shoot-out                   |       |       | Tilburg Scheidsrechters: Maurits Fresen Britt Verkooijen |
| .                           | 2 – 1 | .     | Tilburg Scheidsrechters: Maurits Fresen Britt Verkooijen |

| 13 oktober 2017 20:30 UTC+2 |       |          |                                                        |
| QZ                          | 2 – 1 | Nijmegen | Nijmegen Scheidsrechters: Jasper Kosterink Jelmer Kwak |
|                             |       |          | Nijmegen Scheidsrechters: Jasper Kosterink Jelmer Kwak |

| 13 oktober 2017 20:30 UTC+2 |       |          |                                                  |
| De Terriërs                 | 2 – 3 | Rood-Wit | Heiloo Scheidsrechters: Eef Gorter Arjan De Waal |
|                             |       |          | Heiloo Scheidsrechters: Eef Gorter Arjan De Waal |

| 13 oktober 2017 20:30 UTC+2 |       |        |                                                                             |
| Voordaan                    | 2 – 6 | Hurley | Groenekan Scheidsrechters: Pascal Engelbertink Yrma Storm van 's Gravesande |
|                             |       |        | Groenekan Scheidsrechters: Pascal Engelbertink Yrma Storm van 's Gravesande |

| 13 oktober 2017 20:30 UTC+2 |              |           |                                                          |
| Pinoké                      | 2 – 2        | Groningen | Amstelveen Scheidsrechters: Sam de Braaf Stan van Motman |
|                             |              |           | Amstelveen Scheidsrechters: Sam de Braaf Stan van Motman |
| Shoot-out                   |              |           | Amstelveen Scheidsrechters: Sam de Braaf Stan van Motman |
| .                           | Pinoké winst | .         | Amstelveen Scheidsrechters: Sam de Braaf Stan van Motman |

| 13 oktober 2017 20:30 UTC+2 |       |             |                                                     |
| HBS                         | 1 – 3 | Bloemendaal | Den Haag Scheidsrechters: Rob ten Cate Guido Dekker |
|                             |       |             | Den Haag Scheidsrechters: Rob ten Cate Guido Dekker |

| 13 oktober 2017 20:30 UTC+2 |       |        |                                                              |
| Alecto                      | 0 – 2 | Almere | Leiderdorp Scheidsrechters: Jannick Breunis Alexander Hubert |
|                             |       |        | Leiderdorp Scheidsrechters: Jannick Breunis Alexander Hubert |

| 13 oktober 2017 20:30 UTC+2 |       |        |                                                               |
| Wageningen                  | 3 – 2 | Huizen | Wageningen Scheidsrechters: Ronald Rutten Christian de Visser |
|                             |       |        | Wageningen Scheidsrechters: Ronald Rutten Christian de Visser |

### Derde ronde
| 3 november 2017 20:30 UTC+2 |       |     |                                                                  |
| Rood-Wit                    | 1 – 4 | hdm | Aerdenhout Scheidsrechters: Robbert van der Valk Stan van Motman |
|                             |       |     | Aerdenhout Scheidsrechters: Robbert van der Valk Stan van Motman |

| 1 november 2017 20:30 UTC+2 |       |           |                                                        |
| Victoria                    | 1 – 6 | Amsterdam | Rotterdam Scheidsrechters: Joep Everaers Steven Bakker |
|                             |       |           | Rotterdam Scheidsrechters: Joep Everaers Steven Bakker |

| 2 november 2017 20:30 UTC+2 |       |        |                                                             |
| Pinoké                      | 1 – 1 | Hurley | Amstelveen Scheidsrechters: Constantijn Schaap Guido Dekker |
|                             |       |        | Amstelveen Scheidsrechters: Constantijn Schaap Guido Dekker |
| Shoot-out                   |       |        | Amstelveen Scheidsrechters: Constantijn Schaap Guido Dekker |
| .                           | 4 – 5 | .      | Amstelveen Scheidsrechters: Constantijn Schaap Guido Dekker |

| 3 november 2017 20:30 UTC+2 |       |             |                                                         |
| Leonidas                    | 1 – 2 | Bloemendaal | Rotterdam Scheidsrechters: Stefan Groen Jannick Breunis |
|                             |       |             | Rotterdam Scheidsrechters: Stefan Groen Jannick Breunis |

| 3 november 2017 20:30 UTC+2 |       |             |                                                              |
| QZ                          | 2 – 0 | Oranje-Rood | Nijmegen Scheidsrechters: Jan van der Vlist Raoul Achterberg |
|                             |       |             | Nijmegen Scheidsrechters: Jan van der Vlist Raoul Achterberg |

| 3 november 2017 20:30 UTC+2 |       |      |                                                              |
| MOP                         | 0 – 3 | SCHC | Vught Scheidsrechters: Maarten Verhaart Marcel van Velthoven |
|                             |       |      | Vught Scheidsrechters: Maarten Verhaart Marcel van Velthoven |

| 3 november 2017 20:30 UTC+2 |       |       |                                                      |
| Were Di                     | 0 – 2 | Laren | Tilburg Scheidsrechters: Lusiana Jansen Wouter Smits |
|                             |       |       | Tilburg Scheidsrechters: Lusiana Jansen Wouter Smits |

| 3 november 2017 20:30 UTC+2 |       |        |                                                     |
| Wageningen                  | 2 – 1 | Almere | Wageningen Scheidsrechters: Rens Appels Jelmer Kwak |
|                             |       |        | Wageningen Scheidsrechters: Rens Appels Jelmer Kwak |

### Kwartfinales
De acht winnaars van de derde ronde komen tegen elkaar uit.

### Halve finales
De vier winnaars van de kwartfinales komen tegen elkaar uit.
| 19 april 2018 |           |        |  |
| HDM           | 2 – 2     | Hurley |  |
|               |           |        |  |
| Shoot-out     |           |        |  |
|               | HDM winst |        |  |

| 19 april 2018 |                   |             |  |
| SCHC          | 1 – 1             | Bloemendaal |  |
|               |                   |             |  |
| Shoot-out     |                   |             |  |
|               | Bloemendaal winst |             |  |

### Finale
| 26 april 2018 |                   |             |  |
| HDM           | 1 – 1             | Bloemendaal |  |
|               |                   |             |  |
| Shoot-out     |                   |             |  |
|               | Bloemendaal winst |             |  |

Nederlandse competities: Hoofdklasse (zaal) · Promotieklasse · Overgangsklasse · Eerste klasse · Tweede klasse · Derde klasse · Vierde klasse · Gold Cup · Silver Cup

Nederlands kampioenschap: Lijst van Nederlandse landskampioenen hockey · Lijst van Nederlandse landskampioenen zaalhockey

Europese competities: Euro Hockey League · Europacup I · Europa Cup II · Europacup zaalhockey